# Gouvernement mixte
Un gouvernement mixte ou une constitution mixte est un régime politique qui combine des éléments de différents types de régime. Un régime qui dispose d'éléments issus de la démocratie, de l'aristocratie et de la monarchie mélangés, par exemple, est un gouvernement mixte.  

## Concept
Le concept de gouvernement mixte désigne l'existence d'une hétérogénéité de la source et de l'organisation du pouvoir au sommet de l'État ou d'une structure publique internationale telle que l'Union européenne. Cette idée est aujourd'hui communément considérée comme un précurseur de la séparation des pouvoirs.
Contrairement à la démocratie classique, à l'aristocratie ou à la monarchie, dans un gouvernement mixte, les dirigeants sont élus par les citoyens plutôt que d'acquérir leur position par héritage ou par sort (à l'époque gréco-romaine, la sortition était conventionnellement considérée comme la principale caractéristique de la démocratie classique).
Le gouvernement mixte est alors pensé comme le régime politique le plus sûr pour la préservation des libertés, en ce qu'il divise le pouvoir entre différentes institutions au sommet de l’État. 
La Constitution des États-Unis est également considérée comme une constitution mixte (voir l'article 40 du Fédéraliste), pour laquelle les Pères fondateurs des États-Unis se sont explicitement inspirés de Polybe.

## Histoire
L'idée des constitutions mixtes a été popularisée par Polybe durant l'Antiquité classique afin de décrire la stabilité, l'innovation et le succès de la république en tant que forme de gouvernement développée sous la république romaine.
Sous l'Antiquité, le principe de la constitution mixte était loué comme la forme de gouvernement idéale, car elle garantissait une grande stabilité politique, entre autres parce qu'elle était épargnée par le cycle des constitutions. Le penseur politique le plus important à cet égard dans l'histoire des idées est Aristote, qui a élaboré l'idée de la constitution mixte. La République romaine a également été décrite comme un système mixte dans ce contexte par Polybe et par Cicéron dans le De Republica. Il en va de même pour la constitution de Carthage, de construction similaire.
En outre, les théoriciens modernes ont également conçu des modèles d'État basés sur l'ancienne théorie de la constitution mixte, comme Montesquieu avec la constitution mixte de partage du pouvoir. Avec le début de l'ère moderne, la distinction entre les "bonnes" et les "mauvaises" formes constitutionnelles de la part de la philosophie politique a pris fin.
Le concept de gouvernement mixte a été étudié pendant la Renaissance et le siècle des Lumières par Nicolas Machiavel, Giambattista Vico, Emmanuel Kant, Thomas Hobbes et d'autres. C'était et c'est toujours une théorie très importante pour les partisans du républicanisme. Le gouvernement mixte est alors mobilisé par des penseurs pour s'opposer à la monarchie absolue.

## Dans le monde

### États-Unis d'Amérique
Une école de chercheurs qui a vu le jour aux États-Unis estime que le gouvernement mixte est l'élément principal d'une république et soutient que les États-Unis sont dirigés par un roi, qui est le président (monarchie), deux assemblées : le Sénat, qui était à l'origine censé représenter la classe supérieure (aristocratie), et la Chambre des représentants, représentants du peuple (démocratie).

Par ailleurs, une école américaine récemment apparue soutient qu'au cours des dernières décennies, la Cour suprême est devenue le corps aristocratique, garantissant le maintien de la séparation des pouvoirs depuis l'élection au suffrage universel direct des sénateurs et préservant et combinant les systèmes existants (démocratie, aristocratie, république et monarchie).

### Union européenne
Selon les recherches, dans le contexte de l'Union européenne, le président de la Commission représente le corps monarchique, tandis que le Conseil de l'UE incarne le corps aristocratique et le Parlement européen le corps démocratique.